# Syllides fulvus
Syllides fulvus är en ringmaskart som först beskrevs av Marion och Bobretzky 1875.  I den svenska databasen Dyntaxa används istället namnet Syllides fulva. Syllides fulvus ingår i släktet Syllides och familjen Syllidae. Arten har ej påträffats i Sverige. Inga underarter finns listade i Catalogue of Life.